# 東広島市立三ツ城小学校
東広島市立三ツ城小学校（ひがしひろしましりつ みつじょうしょうがっこう）は、広島県東広島市西条中央七丁目にある市立小学校。

## 概要
東広島市の中央部にある。東広島市立西条小学校の児童数増加に伴い、分離校として新設された。

## 沿革
- 2001年4月 - 開校。

## 学校行事
- 4月 - 入学式、遠足
- 5月 - 修学旅行、運動会
- 6月 - 野外活動
- 12月  - 持久走大会
- 1月 - 校内書き初め大会
- 3月 - 卒業式

## 通学区域
- 東広島市
  - 鏡山一丁目の一部、二丁目の一部
  - 鏡山北の一部
  - 西条中央一丁目、四丁目の一部、五丁目、六丁目、七丁目、八丁目
  - 西条下見五丁目、六丁目、七丁目
  - 西条町西条東の一部
  - 西条町下見の一部
  - 西条町御薗宇の一部

## 進学先中学校
- 東広島市立中央中学校

## 周辺
- 三ツ城古墳
- 東広島市立中央図書館
- 東広島商工会議
- 三ツ城古墳公園